# Неофит Кодзаманидис
Неофит (на гръцки: Νεόφυτος, Неофитос) е гръцки духовник, митрополит на Вселенската патриаршия.

## Биография
Роден е през септември 1862 година в Алацата със светската фамилия Кодзаманидис (Κοτζαμανίδης) или Йоану (Ιωάννου). В 1887 година завършва Халкинската семинария с теза „Флорентинският събор лъжливо е наречен Вселенски“. През юли 1889 година е назначен за архидиякон и проповедник в Смирна.
На 11 септември 1897 година той е избран за мосхонисийски епископ срещу архимандритите Мелетий Георгиадис, директор на Богословската школа в Янина и Калиник Дилвеис, протосигел на Ираклийската епархия. На 24 септември 1897 година е ръкоположен за презвитер от митрополит Василий Смирненски в храма „Света Фотина“ в Смирна. На 28 септември 1897 година е ръкоположен за мосхонисийски епископ в същия храм. Ръкополагането е извършено от митрополит Василий Смирненски в съслужение с митрополит Леонтий Филаделфийски, архиепископ Порфирий Синайски и епископа Кирил Христуполски.
На 27 април 1906 година, след смъртта на Поликарп Варненски, е избран за варненски митрополит в България срещу епископите Мелисин Памфилски и Герман Назиански. Идването му във Варна обаче е изключително проблемно. Смъртта на митрополит Поликарп съвпада с Антигръцките вълнения в България от 1905 - 1906 година, предизвикани от агресивната гръцка политика в Македония и Загоричанското клане от 1905 година. Напрежение между българи и гърци се появява и във Варна. След смъртта на Поликарп през февруари 1906 година, Вселенската патриаршия определя за негов наследник Константий Берски, но българското правителство заявява, че в страната няма да бъде допуснат митрополит, който преди това служил в Македония. Патриаршията определя за варненски митрополит Неофит, който не е служил в Македония, но въпреки това кандидатурата му не е приета добре и правителството го предупреждава да не идва във Варна. Митрополит Неофит обаче решава да рискува и на 3 юни корабът му влиза във варненското пристанище. Посреща го тълпа от 7000 души, която да му попречва да слезе на брега. Окръжният управител Георги Хараламбиев също не дава разрешение на Неофит да слезе на брега, тъй като Неофит демонстрира неуважение към България и, опирайки се на васалитета към Портата, не поисква българска виза. Неофит остава на парахода и отплава с него към Румъния. След три седмици Неофит отново прави опит да встъпи в длъжност във Варна, но отново го посреща многохилядна тълпа, която замеря с камъни лодката с митрополита и той е принуден да се върне на кораба. На 4 юли 1906 г. във Варна се появява слух, че митрополит Неофит за трети път ще се опита да влезе в града и тълпа от 10 000 души се явява на пристанището. Макар Неофит да не се появява, тълпата превзема гръцката църква „Свети Николай“.
След неуспешния опит да заеме катедрата си във Варна, Неофит живее в Цариград. На 30 май 1909 година е избран за парамитийски митрополит. На 9 октомври 1924 година. е избран за пръв митрополит на новообразуваната Софлийска епархия, а на 20 ноември 1926 година за икарийски митрополит. Умира на 21 януари 1931 година.